# ULEB Eurocup
ULEB Eurocup byl založen v roce 2002 Unií evropských basketbalových lig (ULEB), jako následník dvou soutěží FIBA - Pohár Saporta a Pohár Korač, jako v Evropě druhá nejvýznamnější soutěž klubů basketbalu. V letech 2002-2008 byl hrán pod názvem ULEB Cup, od roku 2008 pod názvem ULEB Eurocup.
Nejvíce finálových účastí v poháru (čtyři) má španělský klub Valencia BC, který v poháru zvítězil třikrát (2003, 2010, 2014) a byl na 2. místě v roce 2012. Litevský klub Lietuvos Rytas získal dvě vítězství (2005, 2009) a druhé místo v roce 2007.
Od sezóny 2007-2008 se poháru zúčastňuje český mistr ČEZ Basketball Nymburk. Kvalifikace do poháru se v sezóně 2011-2012 zúčastnil BK Prostějov.

## Vítězové a výsledky finále poháru
Pokud byly hrány dva finálové zápasy, tak * označuje skóre zápasu hraného doma.
| Ročník  | Město zápasu          | Vítěz                        | Finalista         | Skóre                 |
| 2002–03 | Novo Mesto / Valencia | Valencia (Pamesa)            | Krka              | 90–*78 / *78–76       |
| 2003–04 | Charleroi             | Hapoel Jerusalem             | Real Madrid       | 83–72                 |
| 2004–05 | Charleroi             | Lietuvos Rytas               | Makedonikos       | 78–74                 |
| 2005–06 | Charleroi             | Dinamo Moskva                | Aris              | 73–60                 |
| 2006–07 | Charleroi             | Real Madrid                  | Lietuvos Rytas    | 87–75                 |
| 2007–08 | Turín                 | Joventut Badalona            | Girona (Akasvayu) | 79–54                 |
| 2008–09 | Turín                 | Lietuvos Rytas               | Chimki            | 80–74                 |
| 2009–10 | Vitoria-Gasteiz       | Valencia (Power Electronics) | Alba Berlin       | 67–44                 |
| 2010–11 | Treviso               | UNICS                        | Sevilla (Cajasol) | 92–77                 |
| 2011–12 | Chimki                | Chimki                       | Valencia          | 77–68                 |
| 2012–13 | Charleroi             | Lokomotiv Kubaň              | Bilbao (Uxue)     | 75–64                 |
| 2013–14 | Valencia / Kazan      | Valencia                     | UNICS             | *80–67 / 85–*73       |
| 2014–15 | Chimki / Las Palmas   | Chimki                       | CB Gran Canaria   | 91-66 / 83-64         |
| 2015–16 | Štrasburk / Istanbul  | Galatasaray                  | SIG Strasbourg    | 62-66 / 78-67         |
| 2016–17 | Málaga / Valencie     | Baloncesto Málaga            | Valencia          | 62-68 / 79-71 / 63-58 |
| 2017–18 | Krasnodar / Istanbul  | Darussafaka                  | Lokomotiv Kubaň   | 81-78 / 67-59         |
| 2018–19 | Valencie / Berlín     | Valencia                     | Alba Berlin       | 89-75 / 92-95 / 89-53 |

## Účast českých a slovenských klubů v ULEB Eurocup
Z českých klubů se sedmi ročníků poháru zúčastnil ČEZ Basketball Nymburk, dvakrát (2010, 2012) se probojoval do čtvrtfinále. BK Prostějov se zúčastnil kvalifikace o účast v poháru v ročníku 2011-12.
ČEZ Basketball Nymburk - 7 ročníků
- Celkem 88 zápasů (39 vítězství - 48 porážek - 1 nerozhodně), 2x čtvrtfinále (2010, 2012), osmifinále (2014)
- 2007-08 12 zápasů (5-6, 1 nerozhodně, 952-931): 4. ve skupině F (5-5 825-802): KK Crvena Zvezda Bělehrad, Srbsko (87-94, 96-74), Fortitudo Bologna , Itálie (82-70, 71-82), Panellinios GS Athény, Řecko (75-65, 86-77), BC Telindus Ostende, Belgie (81-75, 81-83), MBK Dynamo Moskva, Rusko (83-88, 83-94), 1/16: KKS Turów Zhořelec, Polsko (61-61, 66-68) - rozdíl 2 bodů ve skóre.
- 2008-09 6 zápasů (2-4 446-482): 3. ve skupině H (2-4 446-482): KK Buducnost Podgorica (75-70, 66-63), KK Hemofarm Vršac, Srbsko (80-82, 74-82), CD Bilbao Basket, Španělsko (79-92, 72-93)
- 2009-10 14 zápasů (8-6 1049-991): 1. ve skupině H (4-2 469-405): Pallacanestro Biella, Itálie (84-60, 77-78), BK Ventspils, Lotyšsko (79-57, 85-59), Bamberg, Německo (71-66. 73-85), TOP 16: 2. ve skup. L (3-3 447-446): KK Crvena Zvezda Bělehrad, Srbsko (60-65, 73-55), Türk Telekom SK Ankara, Turecko (84-94, 97-92), CB Gran Canaria 2014, Španělsko (79-71, 54-69), čtvrtfinále: CD Bilbao Basket, Španělsko (47-59, 52-46), rozdíl 6 bodů ve skóre proti týmu, který skončil na 3. místě
- 2010-11 12 zápasů (4-8 947-963): 1. ve skupině G (4-2 496-473): CB Cajasol Sevilla, Španělsko (77-93, 89-68), VEF Riga, Lotyšsko (90-79, 85-75), Hapoel Jerusalem BC, Izrael (73-67, 82-91), TOP 16: 4. ve skup. L (0-6 451-490): CB Estudiantes Madrid, Španělsko (86-88, 80-87), SC Juventus Caserta, Itálie (68-74, 80-88), Galatasaray SK Istanbul, Turecko (62-77, 75-76)
- 2011-12 14 zápasů (8-6 1117-1019): 1. ve skupině C (5-1 498-424): Aris BC Soluň, Turecko (78-72, 64-55), GasTerra Flames Groningen, Holandsko (93-60, 92-75), KK Prienai, Litva (80-83, 91-79), TOP 16: 2. ve skup. I (3-3 484-441): VEF Riga, Lotyšsko (80-84, 91-81), BCM Gravelines Dunkerque, Francie (79-62, 91-61), Valencia BC, Španělsko (71-80, 72-73), čtvrtfinále: BK Spartak St.Peterburg, Rusko (64-68, 71-86)
- 2012-13 12 zápasů (4-8 894-969): 2. ve skupině A (3-3 469-451): BK Budivelnik Kyjev, Ukrajina (91-78, 62-72), Hapoel Jerusalem BC, Izrael (74-82, 86-69), KK Prienai, Litva (90-66, 66-84), TOP 16: 4. ve skup. J (1-5 425-518): CD Bilbao Basket, Španělsko (69-83, 85-83), Valencia BC, Španělsko (77-82, 55-104), VEF Riga, Lotyšsko (80-85, 59-81)
- 2013-14 18 zápasů (8-10 1376-1389): 3. ve skupině A (6-4 789-736): BC Ostende, Belgie (73-51, 83-90), KK Cibona Záhřeb, Chorvatsko (84-76, 84-77), Le Mans Sarthe Basket, Francie (69-71, 74-81), Pallacanestro Cantu, Itálie (86-74, 73-88), Artland Dragons Quakenbrück, Německo (86-70, 77-58), 1/32: 2. ve skup. K (2-4 470-486): Maccabi Haifa BC, Izrael (68-53, 75-80), Montepaschi Mens Sana Basket, Itálie (78-75, 84-86), BK Chimki Moskva, Rusko (80-86, 85-105), osmifinále: BK UNIKS Kazaň, Rusko (58-91, 59-76)

BK Prostějov - 1x účast v kvalifikaci o ULEB Eurocup
- 2011-12 2 zápasy (0-2 142-157): Kvalifikace: PBK Lukoil Akademik Sofia, Bulharsko (77-87, 65-70)